# برنار لين
برنار لين (بالهولندية: Bernard Leene) مواليد 14 فبراير 1903 في لاهاي - الوفاة 24 نوفمبر 1988 في لاهاي، كان دراج هولندي. سبق أن شارك في دورة الألعاب الأولمبية الصيفية وفاز بميدالية أولمبية.

## الميداليات
| الميدالية | المسابقة                       |
| --------- | ------------------------------ |
| ذهبية     | الألعاب الأولمبية الصيفية 1928 |
| فضية      | الألعاب الأولمبية الصيفية 1936 |

## روابط خارجية
- برنار لين على موقع أرشيف الدراجات (الإنجليزية)
- برنار لين على موقع أوليمبيديا (الإنجليزية)
- profile